# Артем
Артем — чоловіче особове ім'я, що перекладається із грецького Ἀρτεμής як «непошкоджений, бездоганного здоров'я». За іншою версією, ім'я бере корені від грец. Αρτέμιος — «присвячений Артеміді». Інша форма імені — Артемій.

Розмовні форми: Артемко, Тьома, Тьомка, та інші
По батькові: Артемович, Артемівна
Прізвища, що походять від імені Артем: Артеменко, Артемчук, Артемов, Артем'єв та інші.

## Іменини

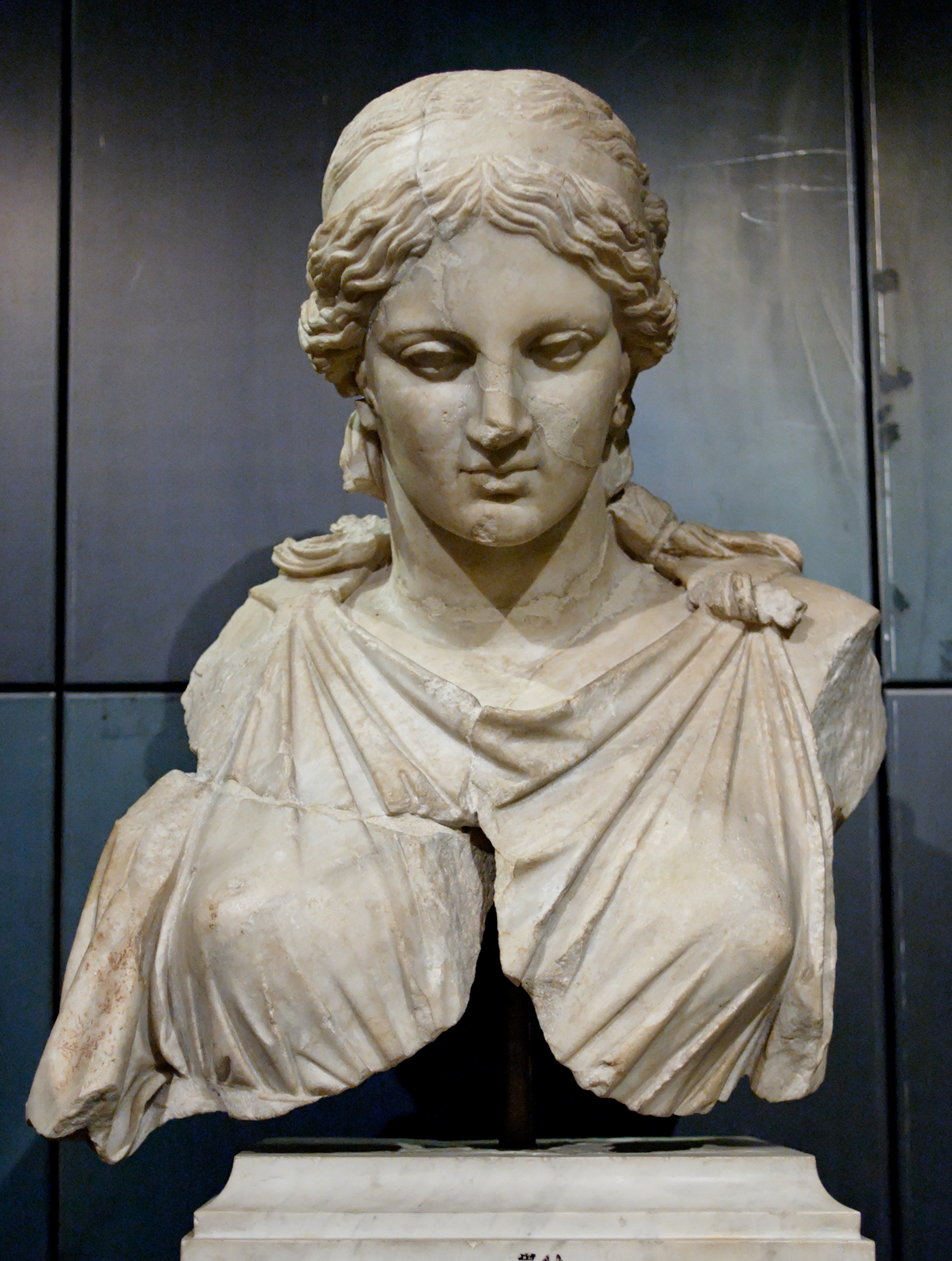
Грецька богиня тваринного й рослинного світу, мисливства, лісів і гір Артеміда.

- 17 січня[2][3]
- 26 лютого[2]
- 6 квітня
- 12 травня
- 6 липня
- 2 листопада
- 12 листопада[2][3].

## Іншомовні аналоги
| англійська    | Artem     |
| білоруська    | Арцём     |
| грецька       | Αρτέμιος  |
| іспанська     | Artemio   |
| італійська    | Artemio   |
| каталонська   | Artemi    |
| польська      | Artemiusz |
| португальська | Artêmio   |
| російська     | Артём     |
| румунська     | Artemie   |
| французька    | Artème    |

## Відомі особи на ім'я Артем

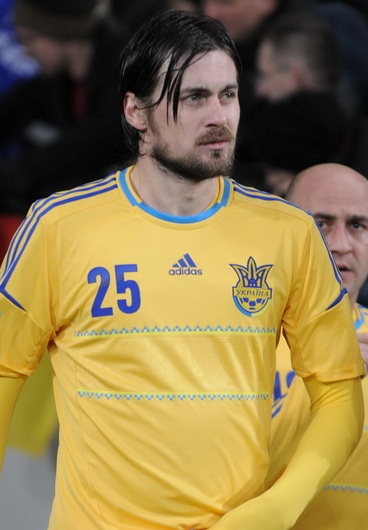
Артем Мілевський, український футболіст білоруського походження, нападник «Динамо» (Київ) і національної збірної України.

- Артем Чех — сучасний український письменник
- Артем Мілевський — український футболіст білоруського походження, нападник «Динамо» (Київ) і національної збірної України
- Артем, товариш Артем — псевдонім Федора Сергєєва, російського професійного революціонера, партійного та державного діяча, засновника Донецько-Криворізької радянської республіки на території УНР
- Артем Ведель — український композитор, диригент, співак, скрипаль
- Артем Федецький — український футболіст, захисник львівських «Карпат». Володар Кубка УЄФА 2009 у складі донецького «Шахтаря». Гравець національної збірної України
- Артем Терещенко — перший підприємець у родині Терещенків
- Артем Шаповал — брат Миколи Шаповала та Микити Шаповала, полковник армії УНР
- Артем Шевченко — український тележурналіст
- «Артем» — одне з псевдо крайового провідника ОУН Львівщини Осипа Дяківа.